# Kionix
Kionix Inc. ist ein US-amerikanischer Hersteller von MEMS-basierenden Inertialsensoren mit Sitz in Ithaca im Bundesstaat New York. Die Firma beschäftigt rund 1000 Mitarbeiter und ist ein 100%iges Tochterunternehmen des japanischen Halbleiterkonzerns ROHM Co., Ltd. Kionix entwickelt und produziert mikromechanische Siliziumbauelemente, die ihren Ursprung in Forschungsergebnissen der Cornell University haben. Das Unternehmen hat sich auf Inertialsensoren inklusive Software-Entwicklungswerkzeuge für bewegungsbasierte Computerspiele, Benutzerschnittstellen für mobile Handsets, mobile Navigationsgeräte, TV Fernbedienungen sowie Festplattenfallschutz von mobilen Elektronikprodukten spezialisiert. Die Produkte von Kionix werden auch im Automobil-, Industrie- und Gesundheitsbereich eingesetzt.

## Geschichte
Kionix wurde 1993 mit dem Fokus siliziumbasierter mikromechanischer Beschleunigungssensoren gegründet.  
Im November 2009 übernahm der japanische Halbleiterkonzern Rohm Co., Ltd. Kionix.

## Produkte
Kionix liefert mikroelektromechanische Sensoren wie 3-Achsen-Beschleunigungssensoren und Drehratensensoren (Gyroskope) inklusive eines Mixed-Signal-Interface-Halbleiterbausteins, der die Sensordaten aufbereitet und auswertet. Die Produkte und Technologien von Kionix umfassen:
- Beschleunigungssensoren im low-g- oder mid-g-Bereich mit einer, zwei oder drei Achsen;
- Drehratensensoren für die x-, y- oder z-Achse
- Power-Management-Optionen und Selbsttestfunktionen

Die elektrische Verbindung zu den Sensoren wird entweder durch digitale I²C- oder SPI-Schnittstellen und/oder analoge Ausgänge realisiert.